# Bahnstrecke Kirchenlamitz–Weißenstadt
| Ehemaliger Bahnhof Weißenstadt |                          |                     |                     |
| Streckennummer (DB): | 5035                     |                     |                     |
| Kursbuchstrecke: | zuletzt 425p 425d (1946) |                     |                     |
| Streckenlänge: | 13,5 km                  |                     |                     |
| Spurweite: | 1435 mm (Normalspur)     |                     |                     |
| Maximale Neigung: | 25 ‰                     |                     |                     |
| Minimaler Radius: | 200 m                    |                     |                     |
| Streckengeschwindigkeit: | 60 km/h                  |                     |                     |
| |                          |                     |                     |
| \| \| \| von Oberkotzau \| \| \| \| 0,0 \| Kirchenlamitz Ost \| Kirchenlamitz Ost \| \| \| \| nach Weiden \| \| \| \| 1,5 \| Niederlamitz \| Niederlamitz \| \| \| 3,7 \| Kirchenlamitz Stadt \| Kirchenlamitz Stadt \| \| \| 5,7 \| Epprechtstein \| Epprechtstein \| \| \| 6,8 \| Buchhaus \| Buchhaus \| \| \| 8,7 \| Kleinschloppen \| Kleinschloppen \| \| \| 12,1 \| Weißenstadt \| Weißenstadt \| \| \| 13,5 \| Weißenstadt Lst \| Weißenstadt Lst \| |                          |                     |                     |
| Strecke |                          | von Oberkotzau      | von Oberkotzau      |
| Bahnhof | 0,0                      | Kirchenlamitz Ost   | Kirchenlamitz Ost   |
| Abzweig ehemals geradeaus und nach links |                          | nach Weiden         | nach Weiden         |
| Haltepunkt / Haltestelle (Strecke außer Betrieb) | 1,5                      | Niederlamitz        | Niederlamitz        |
| Bahnhof (Strecke außer Betrieb) | 3,7                      | Kirchenlamitz Stadt | Kirchenlamitz Stadt |
| Haltepunkt / Haltestelle (Strecke außer Betrieb) | 5,7                      | Epprechtstein       | Epprechtstein       |
| Haltepunkt / Haltestelle (Strecke außer Betrieb) | 6,8                      | Buchhaus            | Buchhaus            |
| Haltepunkt / Haltestelle (Strecke außer Betrieb) | 8,7                      | Kleinschloppen      | Kleinschloppen      |
| Bahnhof (Strecke außer Betrieb) | 12,1                     | Weißenstadt         | Weißenstadt         |
| Betriebs-/Güterbahnhof Streckenende (Strecke außer Betrieb) | 13,5                     | Weißenstadt Lst     | Weißenstadt Lst     |

Die Bahnstrecke Kirchenlamitz–Weißenstadt war eine Nebenbahn in Bayern. Sie wurde am 20. Juli 1899 als Lokalbahnstrecke durch die Bayerische Staatsbahn eröffnet und war eine der sieben Stichbahnstrecken, die früher das Fichtelgebirge erschlossen.

## Geschichte

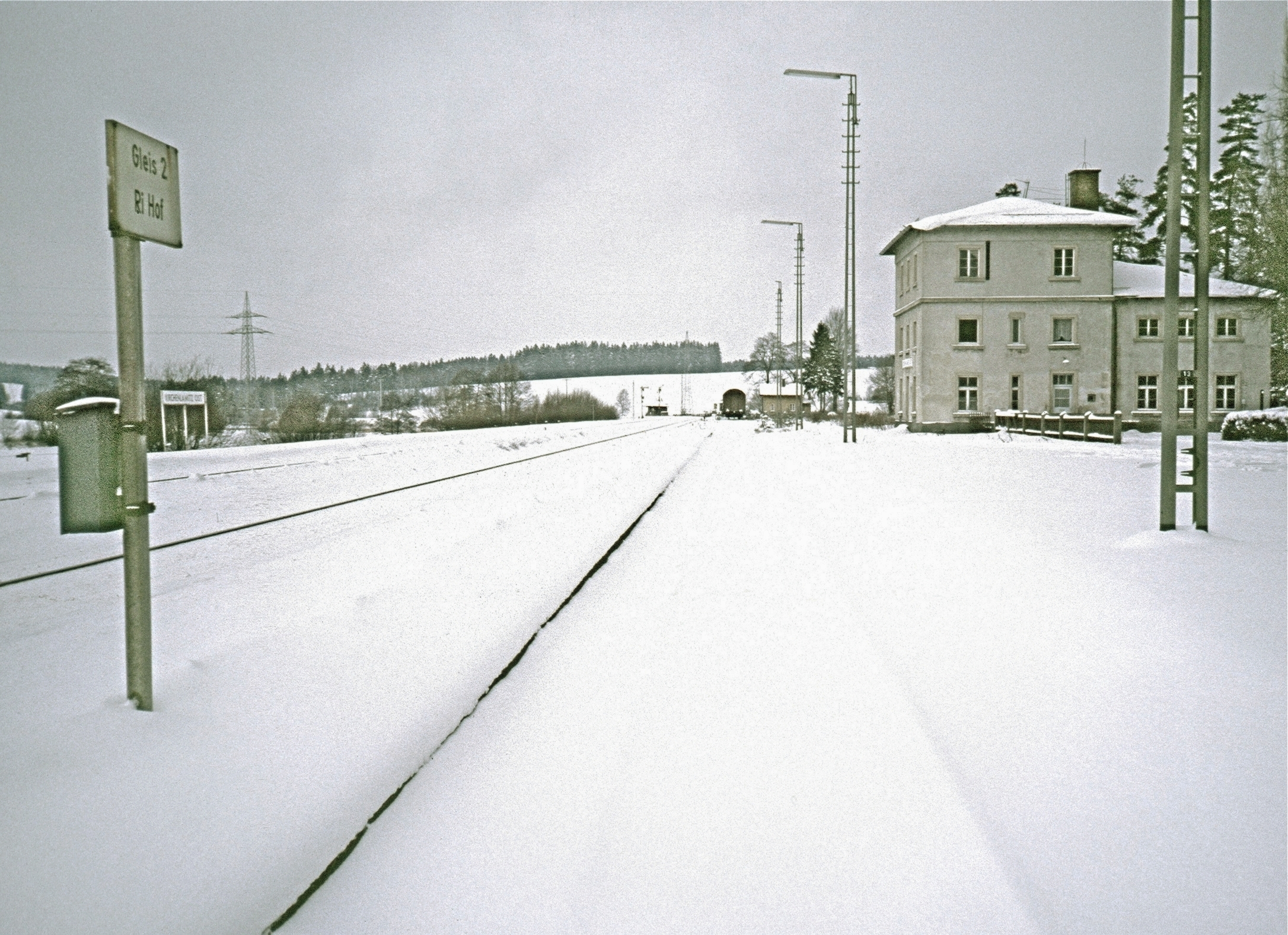
Bahnhof Kirchenlamitz Ost, 1986

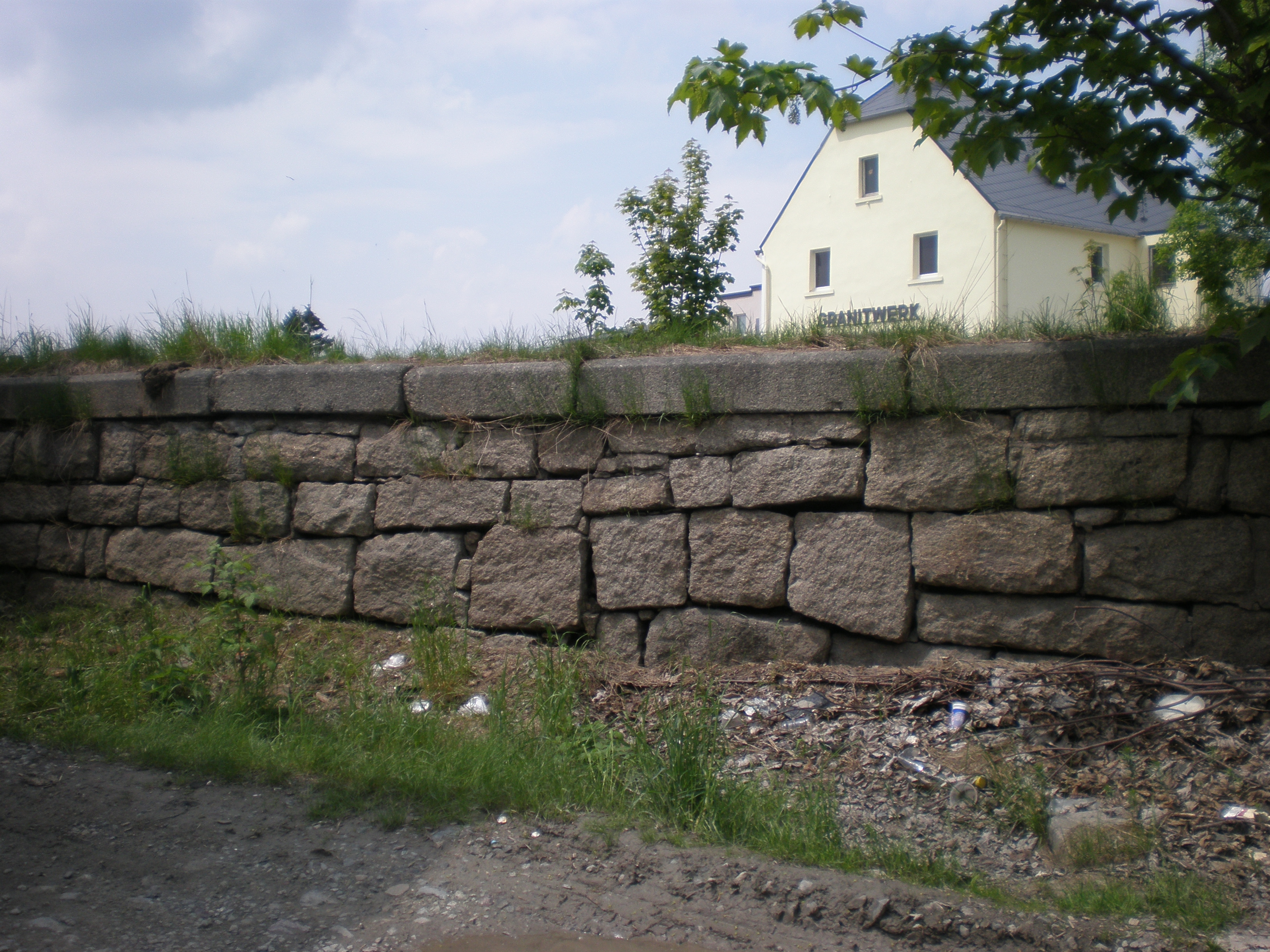
Laderampe in Weißenstadt

Am 15. August 1877 wurde der Teilabschnitt Oberkotzau–Holenbrunn der Fichtelgebirgsbahn, der die Bahnlinie an den Städten Wunsiedel und Weißenstadt vorbeiführte, eröffnet. Etwa zehn Jahre später kam in Weißenstadt der Wunsch nach einer eigenen Bahnverbindung auf, um die am Epprechtstein gewonnenen und in der Stadt weiterverarbeiteten Granitblöcke besser abtransportieren zu können. Bislang mussten Ochsen die Blöcke bis zum nächstgelegenen Bahnhof Falls transportieren, wo sie auf die Ludwig-Süd-Nord-Bahn verladen wurden.
Als der Vorschlag der Weißenstädter bekannt wurde, schlossen sich verschiedene Städte an, die die Trasse auch über ihr Terrain führen wollten. Wunsiedel war seit der Eröffnung des letzten Teilabschnittes der Fichtelgebirgsbahn zwischen Marktredwitz und Holenbrunn ins Hintertreffen geraten und machte sich für eine Bahnlinie direkt nach Weißenstadt stark. Auch eine Streckenführung über die nahe Stadt Röslau wäre für die Wunsiedler annehmbar gewesen, doch tauchte bald noch eine zweite Variante auf, die Bahn über Kirchenlamitz nach Weißenstadt zu führen. Zwar besaß der Ort  bereits seit vier Jahren den Bahnhof Kirchenlamitz Ost, doch lag dieser vier Kilometer außerhalb des Ortes und wurde von den Bewohnern nur wenig benutzt. Für die Kirchenlamitz-Variante setzten sich vor allem die Industriellen Georg Ackermann aus Weißenstadt und Frank Grimm aus Kirchenlamitz ein. Auch der ehemalige Weißenstädter Bürgermeister Karl Schmidt und der Fabrikbesitzer Kleemann, denen sich der Bankier Schmidt (Gründer der Schmidt-Bank) und der Oberregierungsrat Hallmeyer anschlossen, waren für diese Streckenführung. Für die Variante über Röslau trat der Realschullehrer Georg Heim ein, der mit manchmal ziemlich fadenscheinigen Argumenten die Interessen Wunsiedels vertrat. So legte er dar, dass bei einer Verlegung der Trasse über Kirchenlamitz die Weißenstädter Katholiken (zur damaligen Zeit fünf an der Zahl) zu spät in den Gottesdienst nach Wunsiedel kämen. Erst als sich der Generaldirektor der Staatseisenbahn, von Ebermayer, selbst ein Bild der Lage gemacht hatte, kam er zu dem Schluss, dass bei einer Streckenführung über Kirchenlamitz die Granitblöcke vom Epprechtstein, die den Hauptanteil der Transportgüter bildeten, leichter zu verladen wären als bei der anderen Variante. Nach einer Überprüfung der Machbarkeit des Projekts wurde es am 21. Februar 1896 vom Lokalbahnausschuss verabschiedet. Die Ausgaben für den Bau der Strecke wurden mit 764.600 Mark beziffert. Die Bahn wurde schließlich zusammen mit der Bahnstrecke Münchberg–Helmbrechts in das bayerische Lokalbahngesetz aufgenommen, was sowohl in Weißenstadt als auch in Kirchenlamitz mit Extrablättern der örtlichen Zeitungen und verschiedenen Festveranstaltungen gefeiert wurde.
Nachdem die Streitigkeiten zwischen den Städten beendet waren, begann man 1897 mit den Vermessungsarbeiten für die neue Bahnlinie Weißenstadt-Kirchenlamitz. Ein Jahr später wurde mit dem Bau begonnen und am 28. April 1899 konnte die Fertigstellung der Trasse gefeiert werden, bevor sie am 20. Juli eingeweiht wurde. 1920 gab es erste Erweiterungspläne für die Bahn. Vorgesehen war eine Fortführung der Strecke nach Gefrees, wo sich die beiden Linien Weißenstadt–Kirchenlamitz und Falls–Gefrees vereinigen sollten. Aus diesen Planungen wurde allerdings ebenso wenig etwas wie aus den Bestrebungen, Zell und Weißenstadt miteinander zu verbinden.

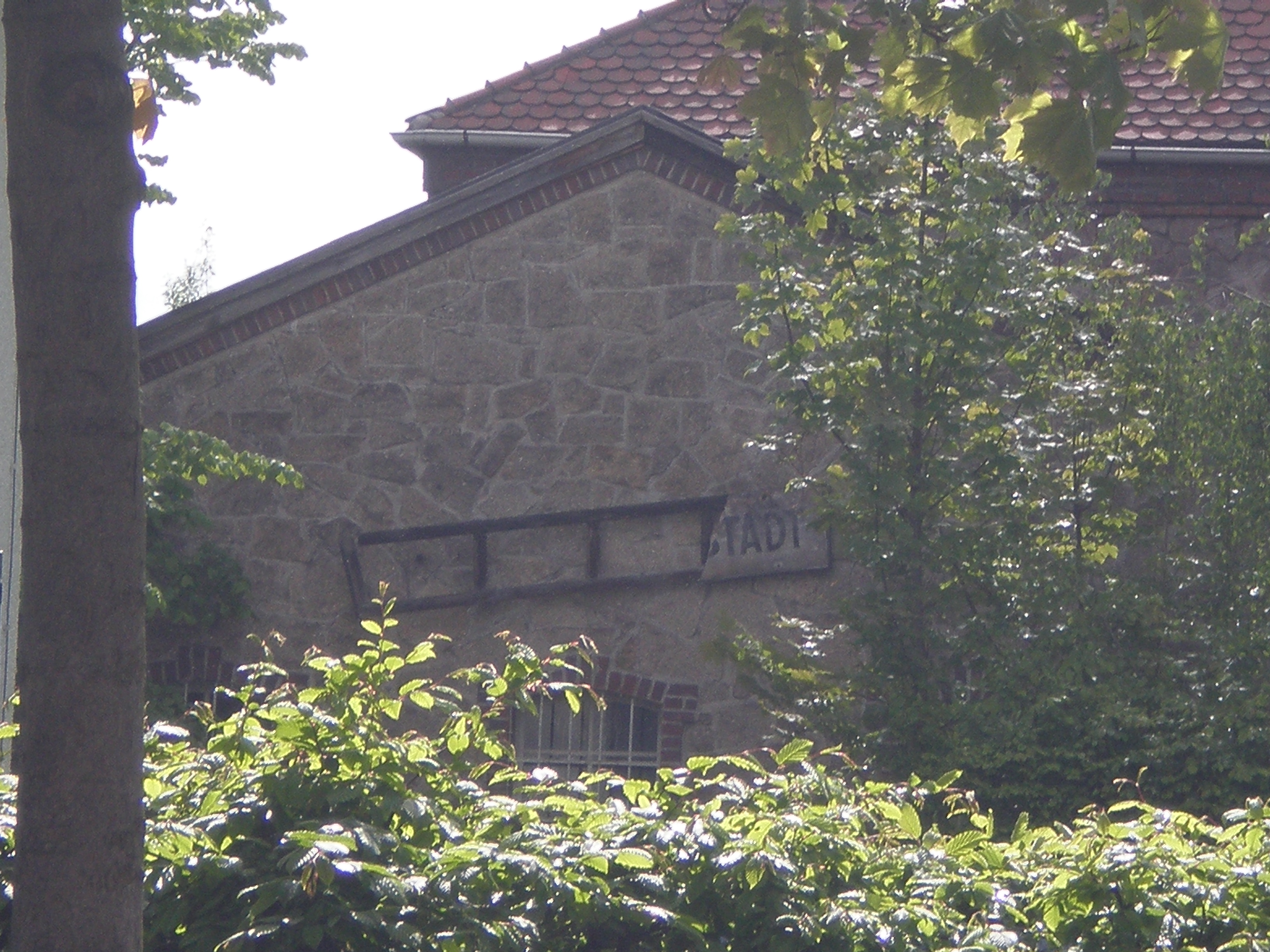
Das Bahnhofsschild in Kirchenlamitz Stadt ist fast nicht mehr zu entziffern

In über 60 Jahren Betriebszeit gab es kaum merkliche Störungen des Bahnverkehrs auf der Strecke, außer der  Stilllegung des Bahnverkehrs in den Wintermonaten 1918, 1924, 1942–1943 und 1945. Verschiedene kleinere Unfälle verliefen meist ohne nennenswerten Schaden.
In den Wintern verkehrten vermehrt Wintersportzüge auf der Strecke, die Sportler aus Hof in die Epprechtstein-Region brachten.
Im Jahr 1960 ließ die Bahn am Haltepunkt Niederlamitz eine Zählung der Zugreisenden durchführen. Solche Aktionen waren meist Vorboten für eine Stilllegung des Betriebes (siehe Bahnstrecke Münchberg–Zell). Auch in Niederlamitz kam man zu dem Schluss, dass der Unterhalt des Haltepunkts wie auch der gesamten Strecke unrentabel sei – man überlegte, den Verkehr komplett auf Bahnbusse zu verlagern. Zwei Dezernenten der Bundesbahndirektion Regensburg hatte es die Bevölkerung zu verdanken, dass die Trasse weiterhin bedient wurde: Die Rentabilität der Bahn sollte durch den Einsatz von Diesellokomotiven gesteigert werden. Zwei Jahre später wurde die Haltestelle Buchhaus nicht mehr bedient, was bei den ortsansässigen Unternehmen auf herbe Kritik stieß, da man bereits vorher die für den Granittransport benötigte Haltestelle Epprechtstein geschlossen hatte. Im selben Jahr traf es auch den Haltepunkt Kleinschloppen. Auch die Beschwerde der Vorsitzenden der Raiffeisenkasse änderte nichts an der Stilllegung, obwohl die Kasse mit dem Transport von Düngemitteln einer der wichtigsten Kunden der Bahn war.
Im Jahr 1982 endete dort der nach der Einstellung des Personenverkehrs aufrechterhaltene Güterverkehr. Ein Jahr nach der Stilllegung am 31. Dezember 1993 begann man mit dem Gleisrückbau. Die Aufhebung der Strecke Kirchenlamitz–Weißenstadt bedeutete das Ende des Bahnverkehrs im Gebiet des Waldsteins und Epprechtsteins.

## Strecke und Hochbauten

Der Privatanschluss der Firma Winterling

Der Anfangsbahnhof der Strecke befand sich in der Ortschaft Niederlamitzenhammer. Dort steht noch das imposant wirkende Bahnhofsgebäude, das allerdings seit 2004 nicht mehr von der Bahn unterhalten und mittlerweile privat genutzt wird. Von den einst vier Hauptgleisen und insgesamt acht Nebenanschlüssen mit eigener Drehscheibe sind nur noch die zwei Durchfahrtgleise erhalten geblieben. Der Haltepunkt Kirchenlamitz liegt in knapp 500 Meter Entfernung. Die Abortanlagen waren wie auf fast allen Nebenstrecken in einem separaten Häuschen untergebracht, wurden jedoch nach dessen Abriss in den 50er Jahren in den Bahnhof verlegt. Die Güterhalle des Bahnhofs verlor 1973 ihre Funktion, blieb allerdings erhalten, ebenso wie das in der Nähe gelegene Postamt. Auch das Gebäude der ehemaligen Bahnmeisterei mit dem Frischwasserbehälter für die Lokomotiven im Obergeschoss und eines der beiden Streckenwärterhäuschen existieren noch, anders als die Magazine der Bahnmeisterei, die nach deren Auflösung der Spitzhacke zum Opfer fielen. Ebenso gibt es die beiden Stellwerke der Station nicht mehr. Von Kirchenlamitz Ost aus erreichte der Zug zuerst die nur aus einem Bahnsteig bestehende Haltestelle Niederlamitz. Bis zu diesem Punkt überquerte die Trasse zwei einfach ausgeführte Brücken. Eine Besonderheit war die aus Granit errichtete Bogenbrücke über die Hofer Straße in Kirchenlamitz. Sie wurde inzwischen abgebrochen.

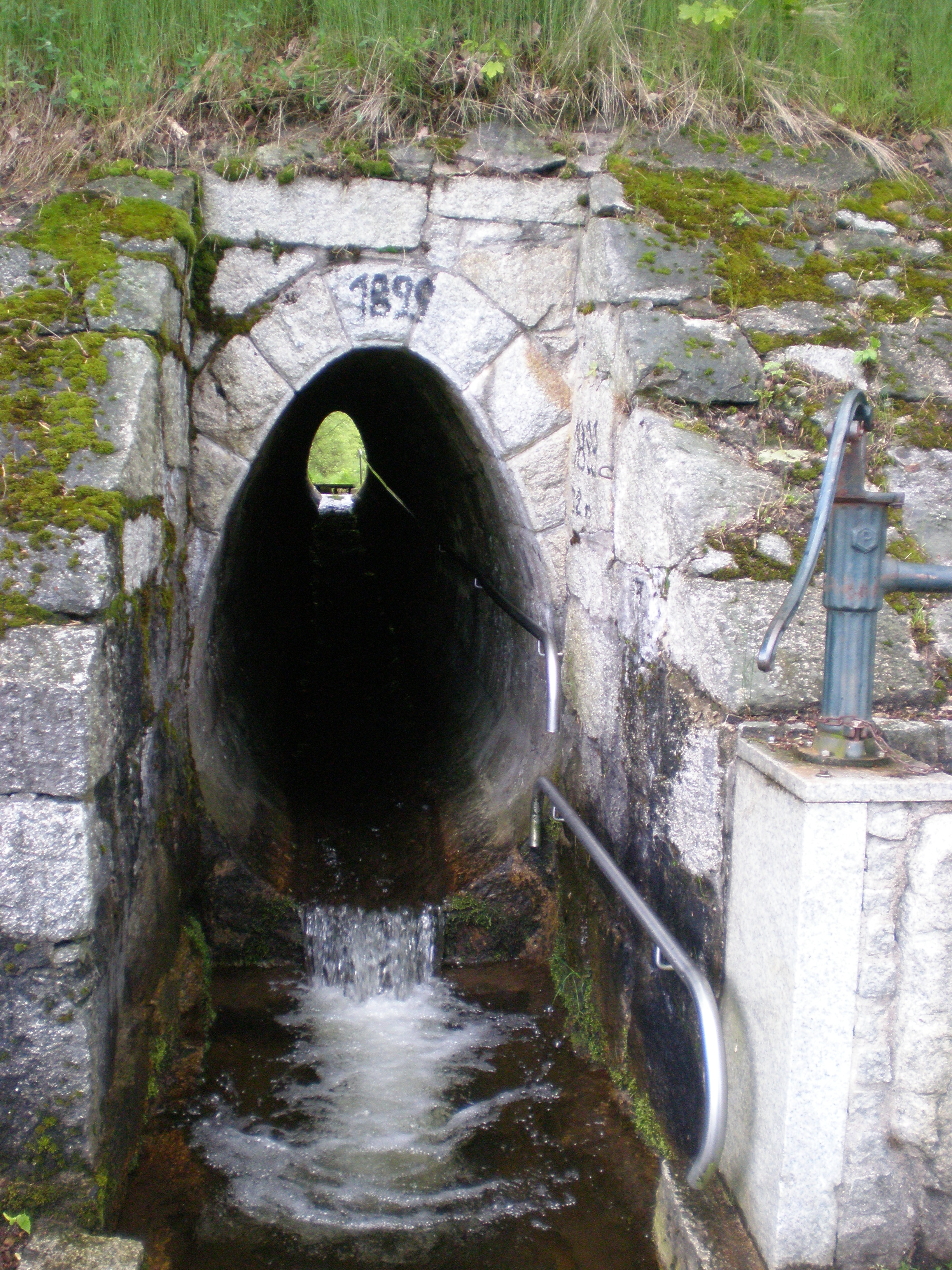
Bachdurchlass bei Kleinschloppen

3,67 Kilometer nach der Abfahrt in Kirchenlamitz Ost erreichte der Zug den Bahnhof Kirchenlamitz Stadt. Das in Granit ausgeführte Bahnhofsgebäude mit angebauter Ladehalle befindet sich in Privatbesitz. Im Bahnhof selbst zweigten Anschlüsse zu den Ladeplätzen der beiden Granitfirmen Reul und Grimm sowie ein Privatgleis der Firma Winterling-Porzellan ab. Auch die beiden Firmen Wächter und Hallmeyer, deren Gründer sich damals für den Bau der Strecke starkgemacht hatten, verfügten über Privatanschlüsse. Neben dem Hauptgebäude blieb auch der in Holz ausgeführte Güterschuppen erhalten. Die Strecke stieg 58 Meter an. Dieser Höhenunterschied musste durch eine Kurve mit 200 Meter Radius überwunden werden. Um ein Ausbrechen der Wagen zu verhindern, wurde eine zusätzliche Zwangsschiene eingebaut, die die Wagen in der Spur hielt. Kurz nach dieser Kurve passierte der Zug den Ladeplatz Epprechtstein. Die ehemaligen Laderampen sind nur noch schwach zu erkennen. Eine von ihnen hatte einen weiteren Bahnanschluss, dort endete eine mittels Drahtseilen betriebene Lorenbahn aus dem nahen Schlossbrunnenbruch. Sie diente bis zum Zweiten Weltkrieg dem Abtransport der Granitsteine zur Haltestelle der Bahn.
Hinter Buchhaus lag der mit 660 Metern höchste Punkt des oberfränkischen Streckennetzes. Über mehrere Brücken und einen Bachdurchlass im Bahndamm führte die Trasse zum Haltepunkt Kleinschloppen mit eigenem Agenturgebäude, das in veränderter Form noch vorhanden ist. Nach 12 Kilometern war der Endbahnhof in Weißenstadt erreicht. Dort schloss sich ein ca. 1,4 Kilometer langes Industriegleis an.

Die Trasse der ehemaligen Flügelbahn

Diese Flügelbahn kreuzte mehrere Straßen und bediente das Granitwerk Grasyma, den Holzverladeplatz, ein Lagerhaus und ein Sägewerk. In Weißenstadt selbst befand sich neben dem Stationsgebäude der Lokschuppen. Drei private Gleisanschlüsse zweigten dort von der Haupttrasse ab. Die an das Stationsgebäude angebaute ehemalige Güterhalle ist verschwunden. An ihrer Stelle steht ein Lagerhaus.

Die Lokremise in Weißenstadt
Bahnhof in Weißenstadt
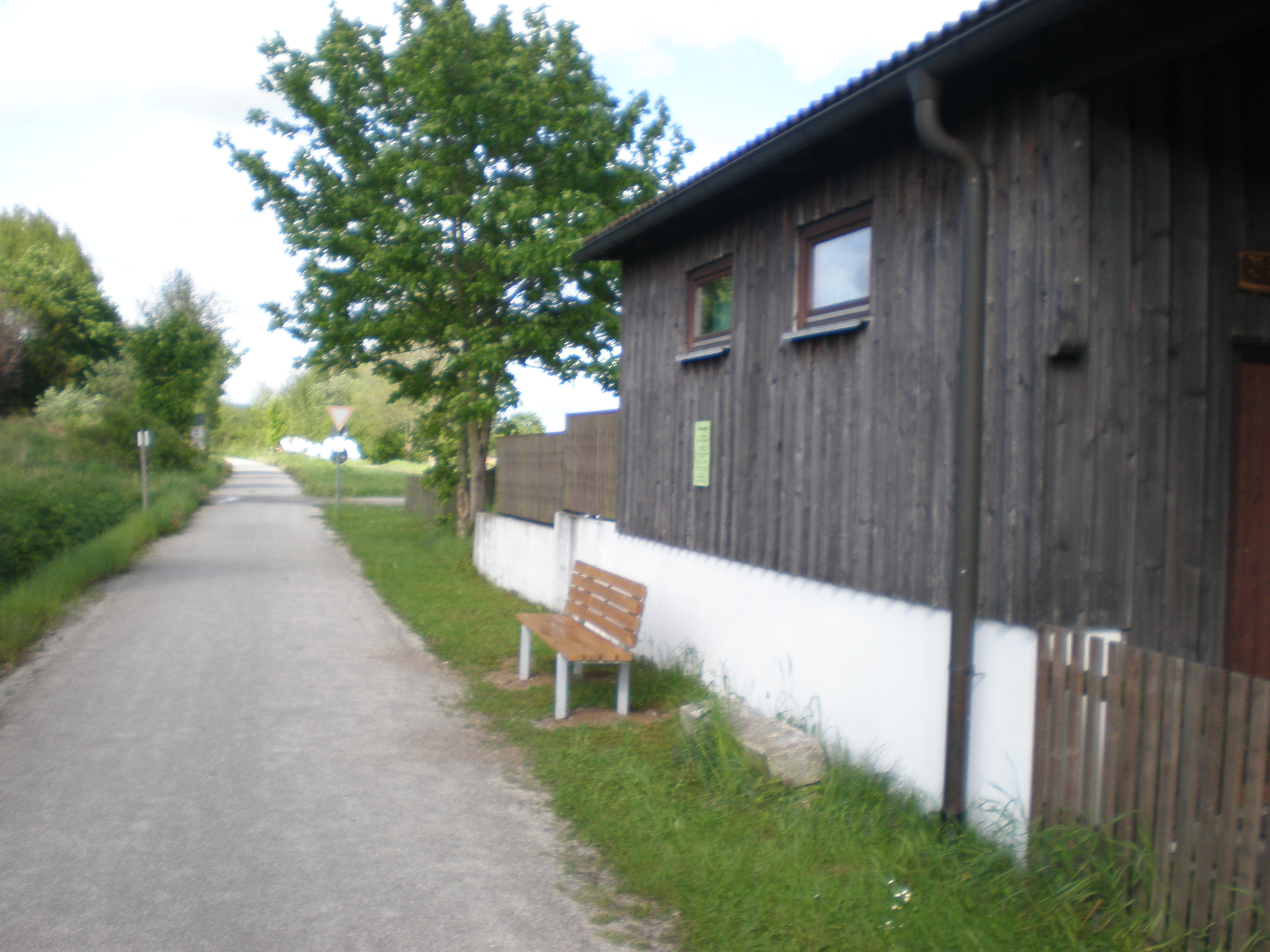
Die Haltestelle in Kleinschloppen
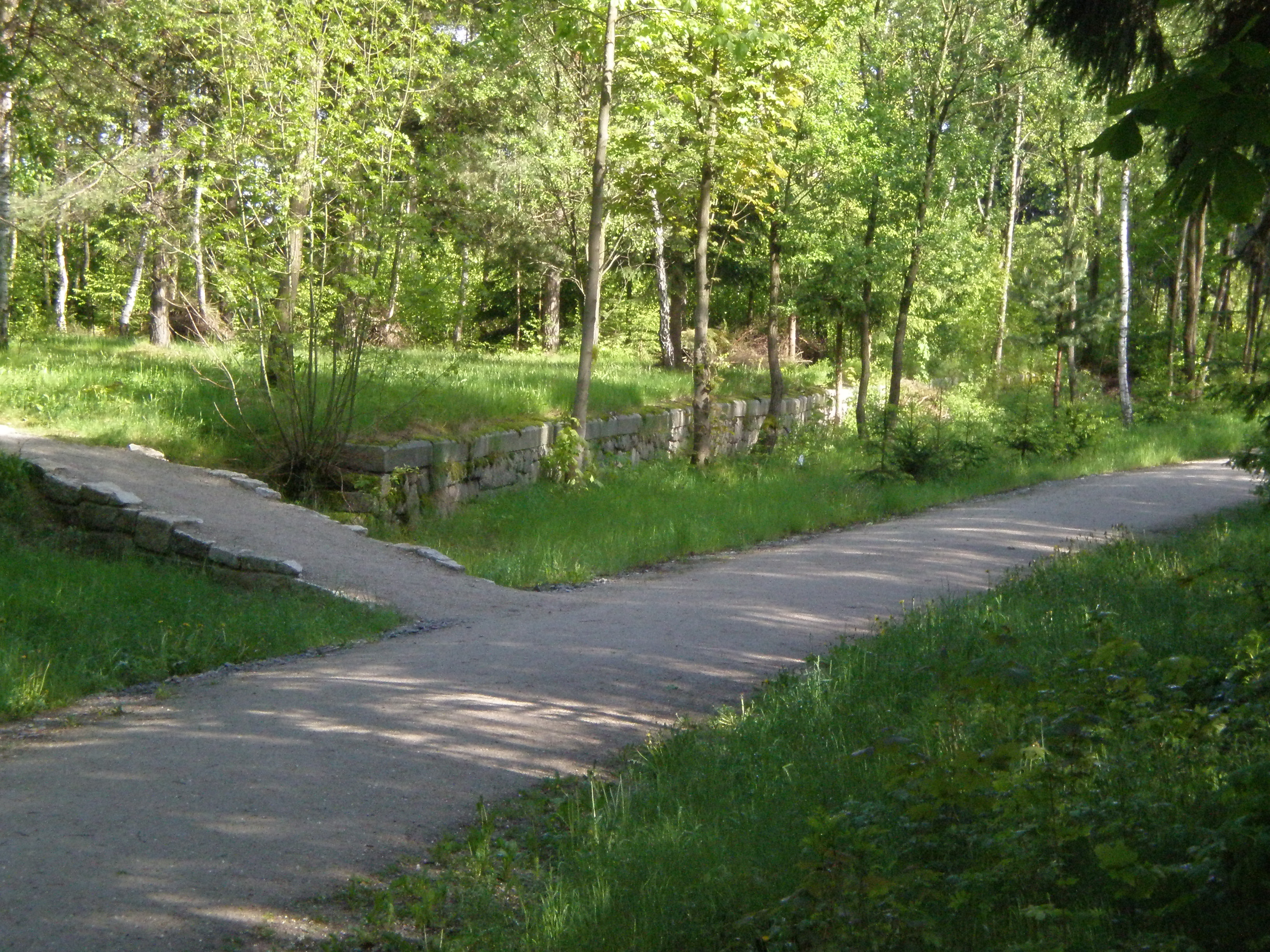
Die Laderampe beim Buchhaus
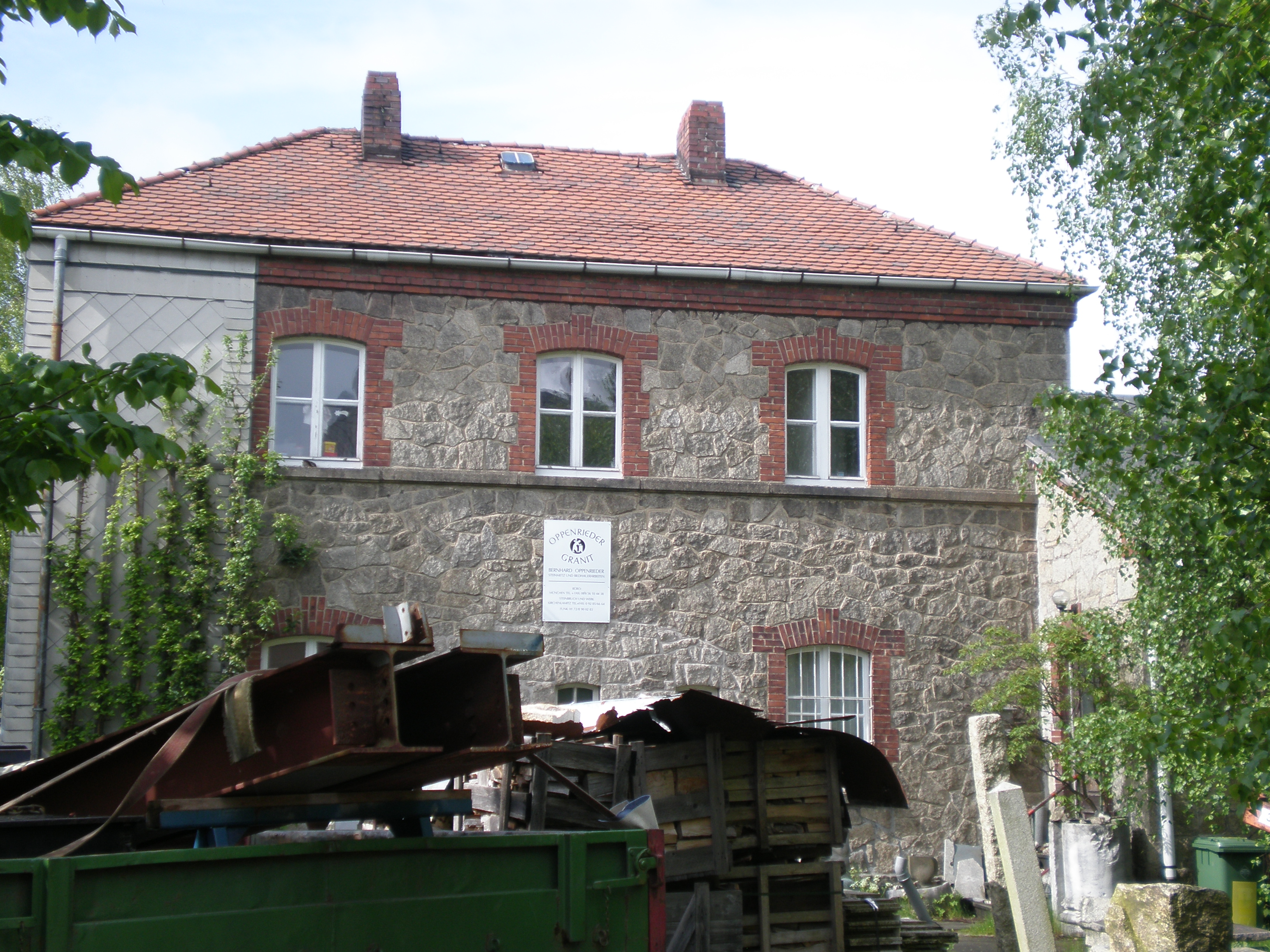
Der Bahnhof in Kirchenlamitz Stadt
Der Güterschuppen in Kirchenlamitz Stadt
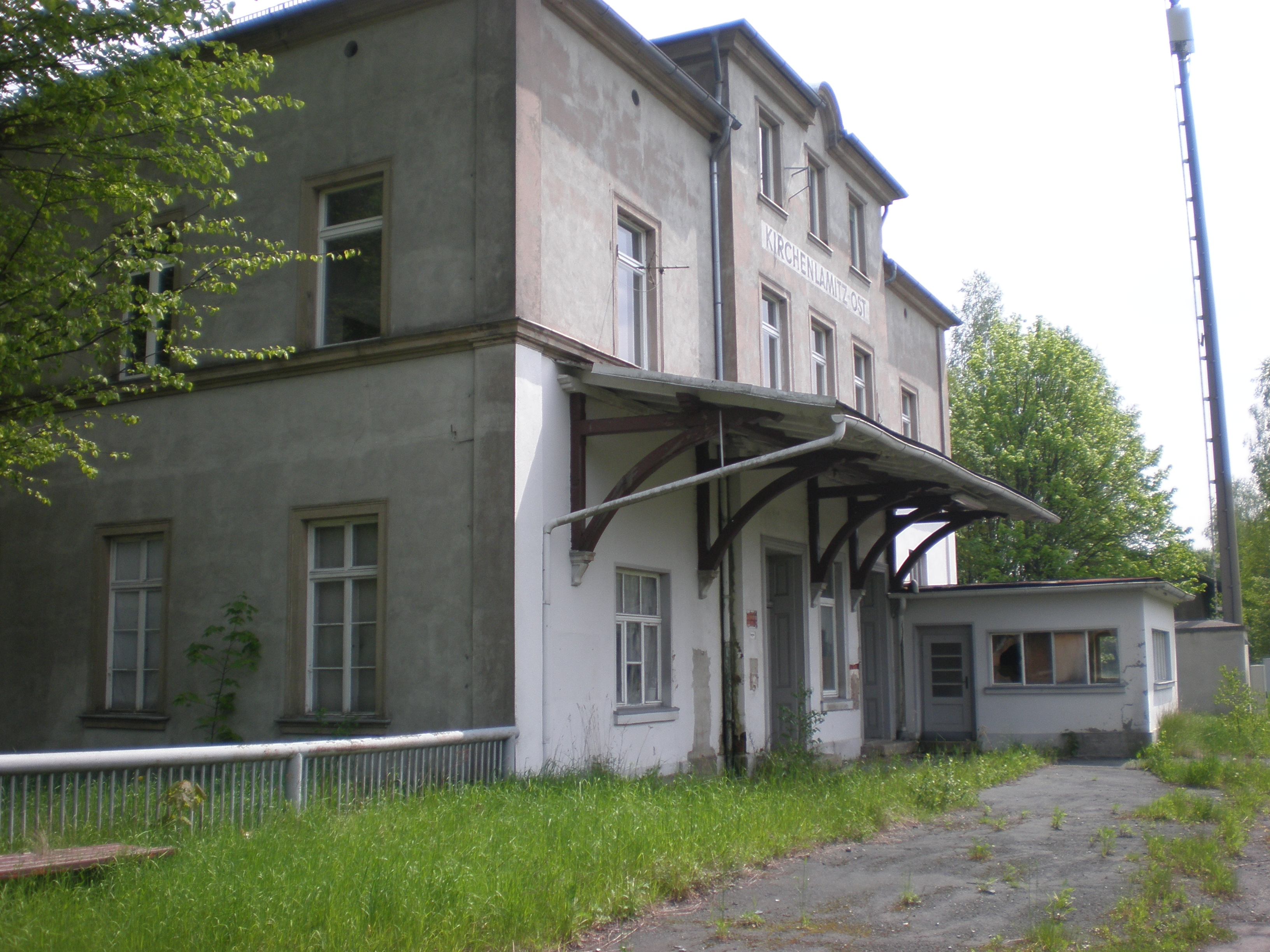
Bahnhof in Kirchenlamitz Ost
Der Güterschuppen in Kirchenlamitz Ost
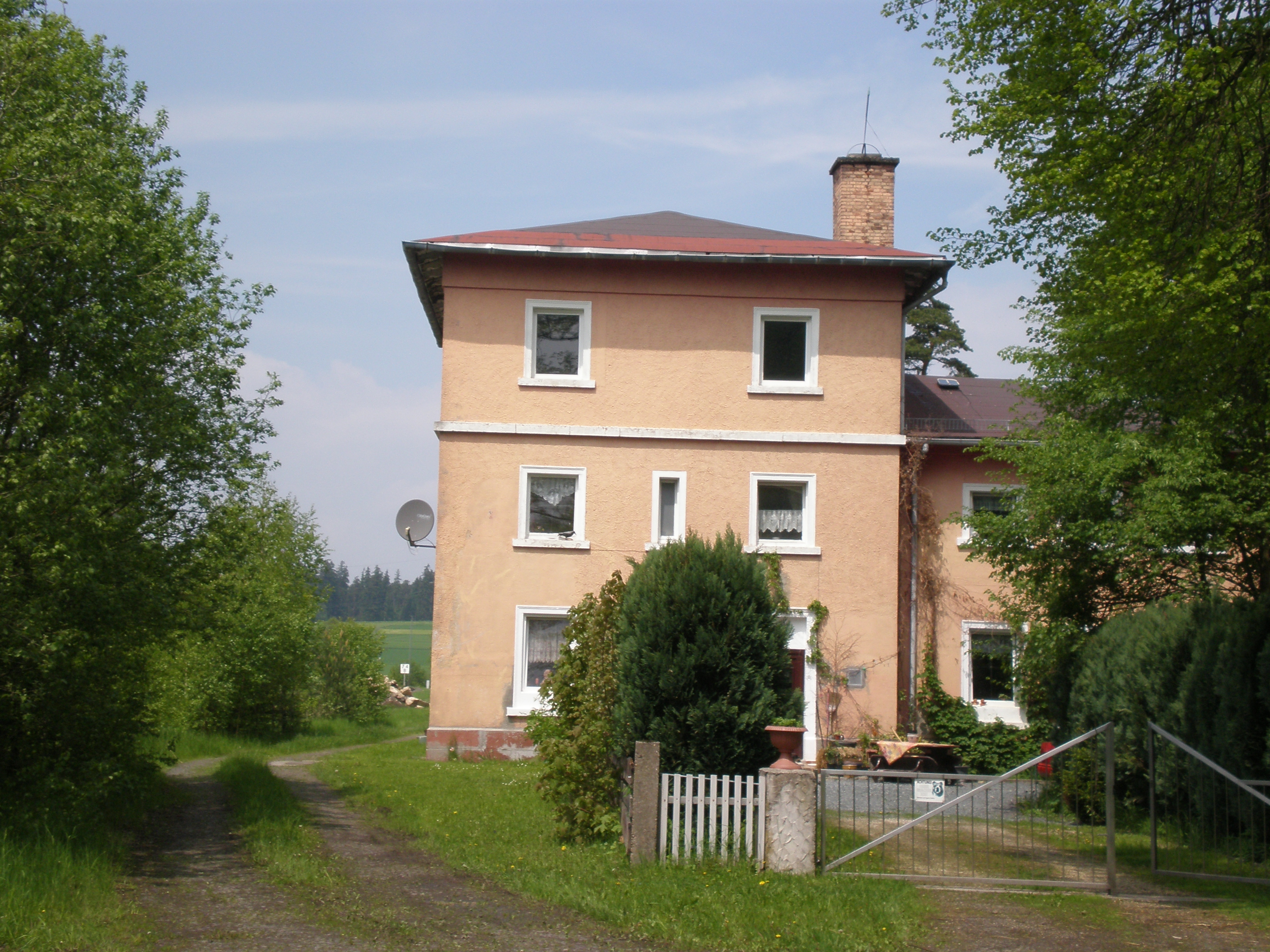
Die Bahnmeisterei mit Wasserturm in Kirchenlamitz Ost

## Fahrzeugeinsatz
Auf der Strecke verkehrte die längste Zeit eine Zuggarnitur, die aus einem Waggon PWL (PackWagen für Lokalbahnen) bay. 06, einem Gepäckwagen, einem CL bay. 06, einem CL bay. 06b, einem Güterwagen GmP (Güterwagen Mit Post) und einem Postwagen CPostL bestand.
Die erste planmäßig auf der Strecke eingesetzte Lokomotive war ein Exemplar der Baureihe Typ D XI. Später kamen zwei fabrikneue Maschinen der Lokomotiven- und Maschinenfabrik J.A. Maffei auf die Strecke, die dort bis 1923 liefen. Ihnen folgte die Baureihe D VIII, die bis zur Anschaffung der Einheitslokomotiven in Weißenstadt stationiert war. In dieser Zeit wurden ersatzweise auch Maschinen der Typen R 3/3, GtL 4/4 und GtL 4/5 eingesetzt. Wahrscheinlich verkehrten auch Typen der Baureihe 70 auf der Strecke. Die Lokomotiven, die die Bahn am längsten prägten, waren Maschinen der Baureihen 64 und 86. Sie waren bis zum 8. Juli 1967 auf der Strecke unterwegs und wurden von Diesellokomotiven der Baureihe V 100 abgelöst. Zeitgleich wurden auch Exemplare der Reihe V 60 eingesetzt. Den Abschluss bildete, wie bei fast allen Nebenbahnen im Fichtelgebirge, ein Triebwagen VT 95.